# Proměnná hvězda
Proměnná hvězda je hvězda, jejíž hvězdná velikost (zdánlivá jasnost), popř. i spektrum, se mění v pravidelných nebo nepravidelných časových obdobích.
Podle základních příčin změn jasnosti rozlišujeme proměnné hvězdy do dvou skupin:
- fyzické proměnné hvězdy – celkový zářivý tok a tedy i jasnost samotné hvězdy se skutečně mění, například kvůli pulzacím
- geometrické proměnné hvězdy – změna jasnosti je způsobena například rotací nebo zákrytem hvězdy, celkový zářivý tok hvězdy se nemění

Podrobněji se pak dělí na jednotlivé třídy a typy.

## Historie
První záznamy o pozorování proměnných hvězd pocházejí z kronik čínských astronomů. Jednalo se o pozorovaná vzplanutí nov nebo supernov, nyní známých pod označením SN 185, SN 393, SN 1006, SN 1054 a SN 1181 (číslo značí rok pozorování podle gregoriánského kalendáře). Dalšími supernovami, již zaznamenanými i v Evropě, byly SN 1572 (objevitel Tycho Brahe) a SN 1604 (známá jako Keplerova supernova).
V roce 1596 David Fabricius zjistil, že hvězda Omikron Ceti mění svou jasnost. Johannes Holwarda v roce 1638 určil její periodu na 11 měsíců a byla to tedy první známá hvězda s pravidelnou proměnností. Dalšími hvězdami, u kterých byla objevena proměnnost, byly Algol (1669), Chí Cygni (1686), R Hydrae (1704) nebo Delta Cephei (1784) a Beta Lyrae (1784). V roce 1844 bylo známo už 21 proměnných hvězd. Díky adaptaci fotografie pro astronomická pozorování začal od roku 1890 počet objevených proměnných hvězd prudce narůstat. Další takový nárůst přišel s nástupem CCD techniky a automatických přehlídek oblohy na přelomu 20. a 21. století.
Oficiální katalog proměnných hvězd – General Catalogue of Variable Stars (GCVS) – v posledním vydání z prosince 2011 uvádí téměř 46 000 proměnných hvězd. Známých proměnných hvězd je ovšem mnohem více, až stovky tisíc.

## Pojmenování proměnných hvězd
S narůstajícím počtem proměnných hvězd vyvstala otázka jejich rozlišení. První pojmenování ovšem podcenila budoucí množství proměnných hvězd a tak se používá několik navazujících systémů označení. Postupem času se tedy pojmenování ustálila na následující podobě, kde je na prvním místě kód hvězdy a na druhém genitiv nebo zkratka souhvězdí, do kterého hvězda patří:
- Hvězdy, které již měly jména podle Bayerova označení, si tato jména ponechaly - např. Beta Persei
- Ostatní hvězdy se pojmenovávaly od písmene R po Z - např. T Tauri
- Následují označení RR, ... RZ, SS, ... SZ až po ZZ - např. RR Lyrae
- Pokračuje se AA, ... AZ, BB, ... až po QZ. Písmeno J se vynechává na prvním i druhém místě.
- Výše uvedená označení umožňují pojmenovat celkem 334 hvězd v každém souhvězdí. Další označení začínají písmenem V a číslem, počínaje V335 - např. V838 Monocerotis

Nemohou tedy existovat označení jako QM Lyrae, V 255 Cephei nebo JL Persei.
Výše uvedená pojmenování jsou hvězdám udělena při jejich publikaci v GCVS. Ostatní hvězdy mají označení podle jiných katalogů, ve kterých jsou uvedeny. Někdy mají i více označení najednou a nemusí se k nim přidávat souhvězdí. Např. CzeV244 či hvězda NSVS 17396804, která je zároveň označena jako VSX J230340.1-123816.

## Pozorování proměnných hvězd
Pro pozorování proměnných hvězd se používá fotometrie, spektroskopie a spektrofotometrie. Fotometrická pozorování mohou být vizuální (prostým okem nebo s dalekohledem), fotografická (na fotografické desky a filmy) nebo elektronická (pomocí DSLR fotoaparátu nebo CCD kamery - jako objektiv slouží dalekohled nebo fotografický objektiv).

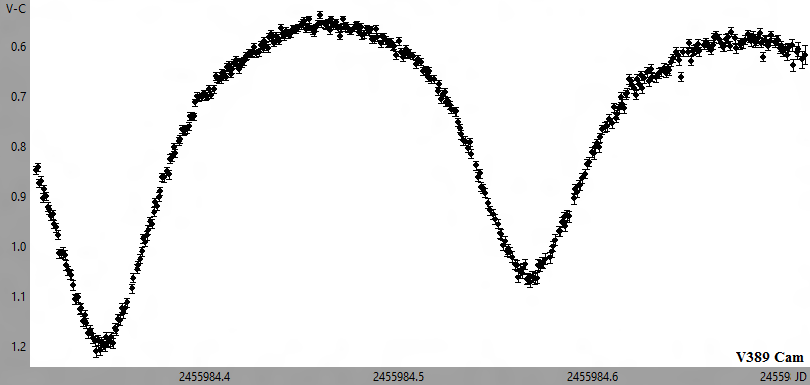
Světelná křivka V389 Camelopardalis, která je zákrytovou proměnnou hvězdou typu W UMa. První, hlubší minimum je primární, druhé sekundární.

Výstupem z fotometrického pozorování, je většinou tzv. světelná křivka, která je zobrazena v grafu s vodorovnou osou v jednotkách času (např. Juliánské datum) a svislou osou v magnitudách. Ze světelné křivky lze určit amplitudu změn, periodu a čas minima nebo maxima jasnosti proměnné hvězdy.
Pozorování proměnných hvězd je jednou z oblastí vědy, kde se mohou ve velké míře uplatnit amatéři. Protože je jich mnohem více než profesionálů a potřebná technika pro CCD fotometrii je běžně dostupná, dokáží svými pozorováními pokrýt mnohem více hvězd než samotné profesionální observatoře, a to v dostatečné kvalitě. Není proto výjimkou, že některé z důležitých objevů na poli proměnných hvězd učiní právě amatérští astronomové; český amatérský astronom Pavel Cagaš v roce 2012 objevil proměnnost u hvězdy CzeV343, která je unikátní tím, že se jedná o dvojnásobnou dvojhvězdu - tedy čtyřhvězdný systém, v kterém jsou obě dvojhvězdy zákrytové. Takovéto systémy byly doposud známy pouze tři. V České republice sdružuje profesionály i amatéry Sekce proměnných hvězd a exoplanet České astronomické společnosti

## Skupiny a třídy proměnných hvězd

### Geometrické proměnné hvězdy

Animace zákrytové dvojhvězdy typu Algol. Dolní křivka zobrazuje změnu jasnosti pozorovanou ze Země

U těchto hvězd je jejich proměnná zdánlivá jasnost způsobována geometrií buď vlastní hvězdy nebo těles, která ji obklopují.
Někdy se označují jako zdánlivé proměnné hvězdy. Dělí se do dvou tříd:
- rotační hvězdy – hvězdy, které mají na svém povrchu tmavé skvrny nebo mají tvar elipsoidu - v různých fázích rotace vyzařují směrem k Zemi různé množství světla
- zákrytové hvězdy – dvojhvězdy, jejichž složky se vůči pozorovateli ze Země v pravidelných intervalech navzájem zakrývají
  - typ Algol: dvě hvězdy jsou navzájem zcela oddělené. Mezi primárním (hlubším) a sekundárním (mělčím) minimem jsou období téměř konstantní jasnosti.
  - typ β Lyr: hvězdy jsou zdeformované do elipsoidů, maximum je mírně zaoblené
  - typ W UMa: hvězdy jsou natolik blízko sebe, že se navzájem dotýkají a dochází k vzájemnému přenosu materiálu. Primární i sekundární minima jsou stejně nebo téměř stejně hluboká. Periody jsou kratší než jeden den a jasnost se mění neustále (nenastává období konstantního maxima).

### Fyzické proměnné hvězdy

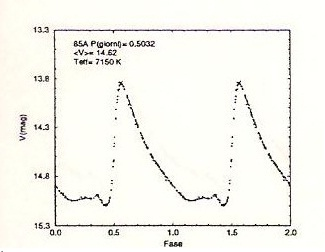
Křivka jasnosti pulsující hvězdy typu RRab

Tyto hvězdy mění svoji jasnost díky změně fyzických vlastností vlastní hvězdy. Může jít o změny radiálních rychlostí (tedy rozpínání a smršťování hvězdy), povrchové teploty a následně i vlastního spektra.
Tyto hvězdy se někdy označují jako vlastní proměnné hvězdy. Je jich známo okolo 40 000 a dělí se do tří tříd:
- pulzující proměnné hvězdy – hvězdy, jejichž proměnnost je způsobena periodickým rozpínáním a smršťováním
  - Cefeidy - krátkoperiodické, dělí se na několik dalších podtypů
  - dlouhoperiodické - pulzující proměnné s periodou v řádu let
- eruptivní proměnné hvězdy – hvězdy, které vykazují náhlé změny v jasnosti, což je způsobeno aktivitou v jejich atmosféře
- explozivní proměnné hvězdy – sem se řadí různé typy hvězd s explozivní změnou jasnosti: symbiotické hvězdy, novy, supernovy a rekurentní novy.